# Сумин, Авенир Иванович
Авенир Иванович Сумин (1869, вероятно, Санкт-Петербург – 1913, вероятно, там же) — русский предприниматель и ювелир-камнерез.

## Биография

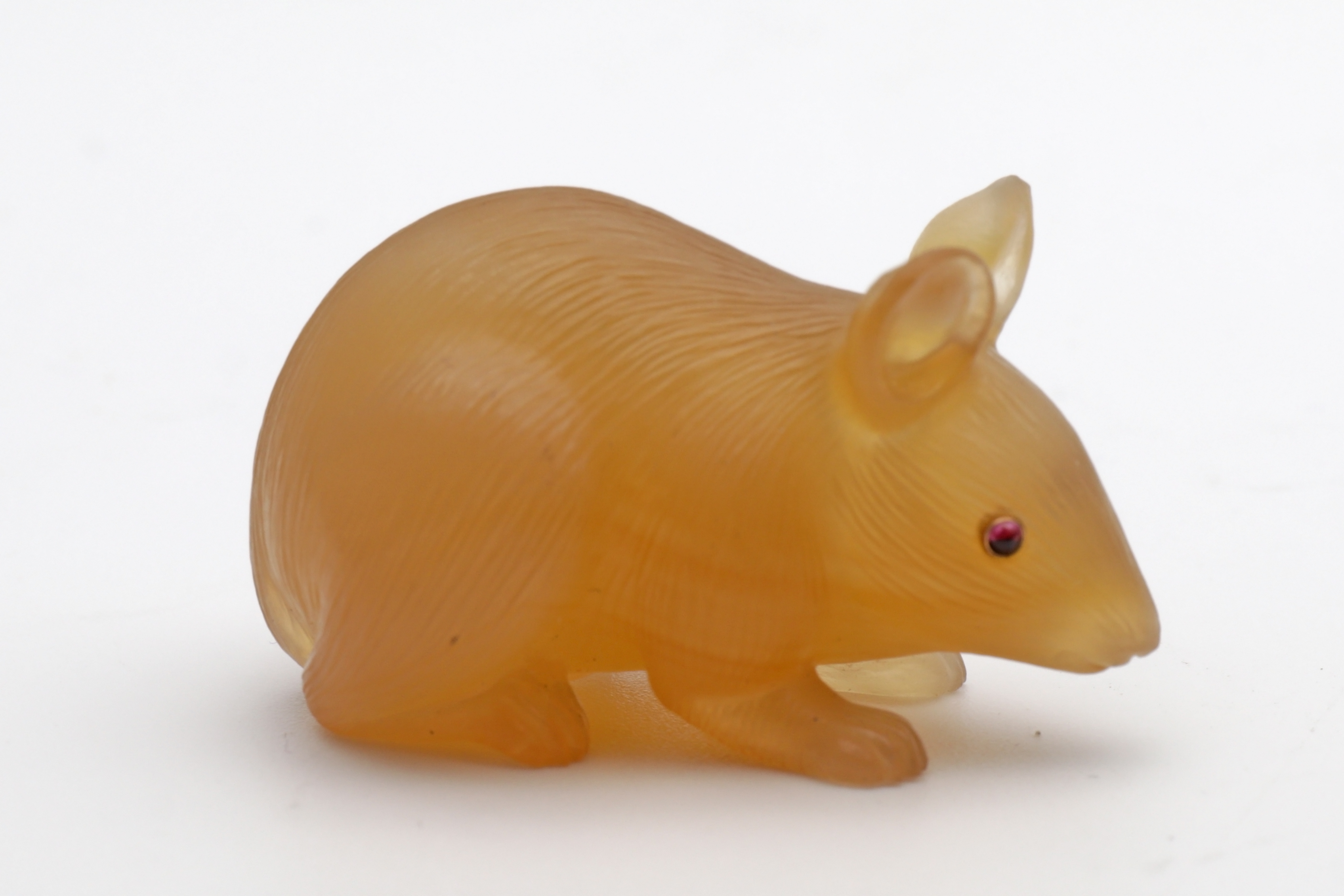
Фигурка мыши из халцедона работы мастерской Авенира Сумина, Санкт-Петербург.

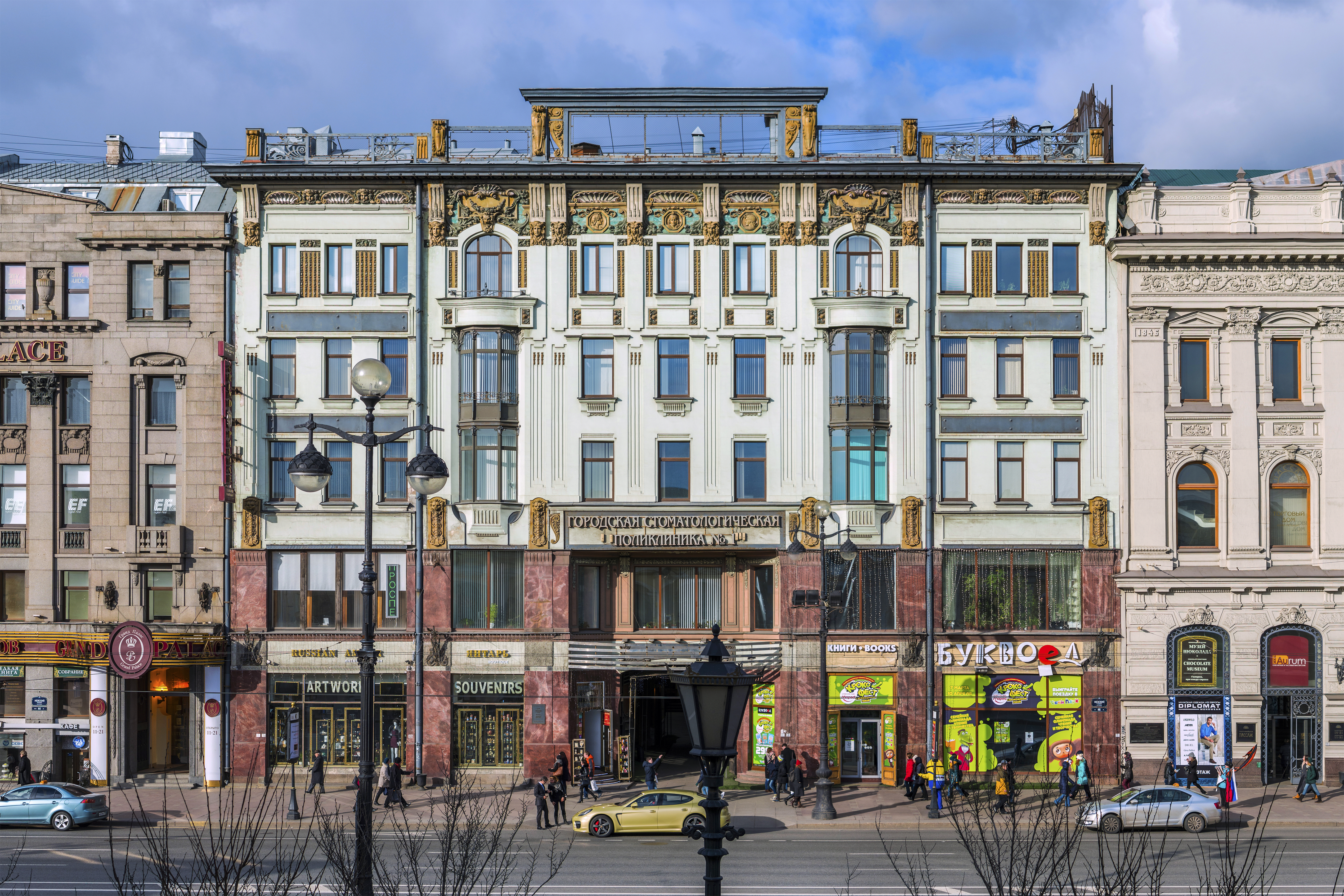
Здание 1902 года постройки по адресу Невский проспект, дом №46, в первом этаже которого, предположительно, располагались магазин и мастерская Сумина.

Потомственный ювелир и мастер резьбы по камню. Сын Ивана Сумина (ум. 1894), ювелира-камнереза, владельца мастерской в Санкт-Петербурге. 
Иван Сумин первоначально являлся мастером Екатеринбургской гранильной фабрики. В 1849 году ему поручили «сопровождать» в Санкт-Петербург массивную каменную чашу для Зимнего дворца. После передачи чаши Иван Сумин остался в Санкт-Петербурге, сперва в качестве гранильного мастера Императорского кабинета (учреждения, ведавшего личным имуществом императорской фамилии). К 1869 году Иван Сумин накопил денег для основания собственной мастерской. Мастерская Сумина именовалась «Сибирские — уральские камни». В 1882 году изделия Сумина удостоились бронзовой медали на Всероссийской художественно-промышленной выставке в Москве. В 1893 году Сумин представлял Россию на Всемирной Колумбовой выставке в США, по возвращении откуда вскоре скончался, как писал современник, «не вынеся до конца гибельного для него климата Чикаго». 
Его мастерскую унаследовал сын, Авенир Иванович Сумин, который сам был опытным ювелиром, обучавшимся под руководством петербургского ювелира Карла Верфеля, чтобы дополнить навыки, полученные первоначально от отца.
Мастерская Авенира Сумина располагалась на Невском проспекте (дом №46) и была наиболее известна изготовлением анималистических фигурок из уральских и сибирских поделочных камней, которые по стилю исполнения были близки к подобным фигуркам фирмы «Фаберже», однако, при весьма сходном качестве исполнения, первоначально продавались в 3-5 раз дешевле. В дальнейшем, сходство между работами Фаберже и Сумина стало причиной путаницы. Если русский искусствовед Л. К. Кузнецова в своей работе «Петербургские ювелиры» именует (по всей вероятности, справедливо) Сумина конкурентом Фаберже, то в западной литературе утвердилось мнение о том, что Сумин являлся мастером, который работал на фирму «Фаберже», или, по крайней мере, с ней сотрудничал. Такая точка зрения, вероятно, способствовала узнаваемости и росту цены на изделия Сумина. 
В 1913 году Авенир Сумин получил звание собственного поставщика её императорского величества императрицы Александры Фёдоровны. Предполагается, что императрица в то время приобретала у Сумина каменные фигуры в подарок для дочерей. Однако, в том же году ювелир скончался. После этого фирму возглавил Сергей Георгиевич Осмоловский. После октябрьской революции 1917 года на фоне разрухи и голода в Петрограде спрос на ювелирные изделия снизился до нулевого, а частная коммерческая деятельность была запрещена революционным правительством и фирма прекратила существовать.